# ヘクター・ロンバード
ヘクター・ロンバード（Hector Lombard、1978年2月2日 - ）は、キューバの男性総合格闘家、元柔道家。ハバナ出身。アメリカン・トップチーム所属。元BKFCクルーザー級王者。元Bellator世界ミドル級王者。

## 来歴
母国キューバでは柔道で国内王者の座に7回就いた実力を持ち、2000年のシドニーオリンピックには73kg級のキューバ代表として出場した。その後オーストラリアのクイーンズランド州に移住し、ボクシングと総合格闘技を学び、2004年にプロデビュー。
2006年3月3日、XFCライトヘビー級王座決定戦でデビッド・フレンディンと対戦し、開始52秒でKO勝ちを収め王座獲得に成功した。
2006年3月18日、Xplosion 13で高瀬大樹と対戦し、1RKO勝ち。
2006年6月4日、PRIDE初参戦となったPRIDE 武士道 -其の十一-のウェルター級（-83kg）グランプリ1回戦で郷野聡寛と対戦し、0-3の判定負け。
2006年11月5日、PRIDE 武士道 -其の十三-のウェルター級グランプリリザーブマッチでゲガール・ムサシと対戦し、0-3の判定負け。
2007年11月17日、UFC 78でカロ・パリジャンと対戦予定だったが、パスポートの問題でアメリカに入国できず、欠場した。
2007年11月21日、CFCミドル級王座決定戦でジャン＝フランソワ・レノグと対戦し、3-0の判定勝ちを収め王座獲得に成功した。

### Bellator
2009年4月17日、Bellator初参戦となったミドル級トーナメント1回戦でヴァージル・ロザーノと対戦し、KO勝ち。5月29日の準決勝でダミアン・ステリーと対戦し、バックマウントパンチでTKO勝ち。6月19日、決勝でジャレッド・ヘスと対戦し、ドクターストップでTKO勝ちを収め優勝を果たし、初代Bellator世界ミドル級王座に認定された。
2010年5月13日、Bellator 18のメインイベントでパウロ・フィリオとのノンタイトル戦が予定されていたが、フィリオの負傷により、代役のジェイ・シウバと190ポンド契約のノンタイトル戦を行い、Bellatorでは最短記録となる開始6秒でのKO勝ちを収めた。8月12日のBellator 24ではハーバート・グッドマンとノンタイトル戦で対戦。右フックでダウンさせ、開始38秒でマウントパンチによるKO勝ちを収めた。試合後にはマイクで、「ジョシュ・バーネットよ。体重差は関係ない。俺はお前と戦いたい。」と、ヘビー級ファイターのジョシュを挑発した。。
2010年10月28日、Bellator 34で行われたミドル級タイトルマッチでアレキサンダー・シュレメンコと対戦し、3-0の判定勝ちを収め初防衛に成功した。
2011年は、ジョー・ドークセンやジェシー・テイラーといった元UFCファイターから勝利を収め、連勝を24まで伸ばした。

### UFC
2012年4月24日、UFCと契約をしたことが発表された。それに伴いBellator世界ミドル級王座を同日付で返上した。
UFC on FOX 4にて、UFCデビュー戦でブライアン・スタンと対戦する予定であったが、スタンの怪我のため試合が消滅。その後、UFC 149にて、ティム・ボッシュと対戦する予定だったマイケル・ビスピンが怪我で欠場したため、代わりにボッシュと対戦することが決定した。
2012年7月21日、UFC 149でティム・ボッシュと対戦。ロンバードのミドルキックでボッシュが顔を歪めて苦しそうに後退するシーンなども見られたが、1-2の判定負け。これにより自身の連勝も24でストップした。
2012年12月14日、UFC on FX 6でホジマール・パリャーレスと対戦し、1RKO勝ち。UFC初勝利となった。
2013年3月3日、UFC on Fuel TV 8でミドル級ランキング4位の岡見勇信と対戦し、1-2の判定負け。
2013年10月19日、ウェルター級転向初戦となったUFC 166でネイサン・マーコートと対戦し、パウンドでKO勝ちを収めた。
2014年3月15日、UFC 171でウェルター級ランキング6位のジェイク・シールズと対戦し、3-0の判定勝ち。
2015年1月3日、UFC 182でジョシュ・バークマンと対戦し、3-0の判定勝ち。試合後の薬物検査で禁止薬物ステロイドの一種であるデソキシメチルテストステロンの陽性反応が検出され、ネバダ州アスレチック・コミッションから1年間の出場停止処分を受け、裁定もノーコンテストに変更された。
2016年3月19日、UFC Fight Night: Hunt vs. Mirでウェルター級ランキング9位のニール・マグニーと対戦し、パウンドでTKO負け。
2016年6月4日、ミドル級再転向初戦となったUFC 199でミドル級ランキング15位のダン・ヘンダーソンと対戦し、右肘打ちでKO負け。

### ベアナックル・ボクシング
2020年2月15日、ベアナックル・ボクシングデビュー戦となったBKFC 10でデビッド・マンデルと対戦し、3-0の5R判定勝ち。
2020年9月11日、BKFC 12でケンドール・グローブと対戦し、1RTKO勝ち。
2021年6月26日、BKFC 18のBKFCクルーザー級初代王座決定戦でジョー・リッグスと対戦し、4RにドクターストップでTKO勝ち。王座獲得に成功した。
2021年11月12日、BKFC 22の18のBKFCクルーザー級タイトルマッチで挑戦者ロレンゾ・ハントと対戦し、0-3の5R判定負け。王座から陥落した。

## 戦績

### 総合格闘技
| 総合格闘技 戦績 | 総合格闘技 戦績 | 総合格闘技 戦績 | 総合格闘技 戦績 | 総合格闘技 戦績 | 総合格闘技 戦績 | 総合格闘技 戦績 |
| --------------- | --------------- | --------------- | --------------- | --------------- | --------------- | --------------- |
| 47 試合         | (T)KO           | 一本            | 判定            | その他          | 引き分け        | 無効試合        |
| 34 勝           | 19              | 7               | 8               | 0               | 1               | 2               |
| 10 敗           | 3               | 0               | 6               | 1               | 1               | 2               |

| 勝敗 | 対戦相手                       | 試合結果                            | 大会名                                                                  | 開催年月日     |
| ×    | ターレス・レイチ               | 5分3R終了 判定0-3                   | UFC Fight Night: Santos vs. Anders                                      | 2018年9月22日  |
| ×    | CB・ダラウェイ                 | 1R終了時 失格（ブザー後のパンチ）   | UFC 222: Cyborg vs. Kunitskaya                                          | 2018年3月3日   |
| ×    | アンソニー・スミス             | 3R 2:33 TKO（右ストレート）         | UFC Fight Night: Rockhold vs. Branch                                    | 2017年9月16日  |
| ×    | ジョニー・ヘンドリックス       | 5分3R終了 判定0-3                   | UFC Fight Night: Lewis vs. Browne                                       | 2017年2月19日  |
| ×    | ダン・ヘンダーソン             | 2R 1:27 KO（右肘打ち）              | UFC 199: Rockhold vs. Bisping 2                                         | 2016年6月4日   |
| ×    | ニール・マグニー               | 3R 0:46 TKO（パウンド）             | UFC Fight Night: Hunt vs. Mir                                           | 2016年3月19日  |
| －   | ジョシュ・バークマン           | ノーコンテスト（薬物検査失格）      | UFC 182: Jones vs. Cormier                                              | 2015年1月3日   |
| ○    | ジェイク・シールズ             | 5分3R終了 判定3-0                   | UFC 171: Hendricks vs. Lawler                                           | 2014年3月15日  |
| ○    | ネイサン・マーコート           | 1R 1:48 KO（左アッパー→パウンド）   | UFC 166: Velasquez vs. dos Santos 3                                     | 2013年10月19日 |
| ×    | 岡見勇信                       | 5分3R終了 判定1-2                   | UFC on Fuel TV 8: Silva vs. Stann                                       | 2013年3月3日   |
| ○    | ホジマール・パリャーレス       | 1R 3:38 KO（左フック→パウンド）     | UFC on FX 6: Sotiropoulos vs. Pearson                                   | 2012年12月14日 |
| ×    | ティム・ボッシュ               | 5分3R終了 判定1-2                   | UFC 149: Faber vs. Barao                                                | 2012年7月21日  |
| ○    | トレヴァー・プラングリー       | 2R 1:06 TKO（パウンド）             | Bellator 58                                                             | 2011年11月19日 |
| ○    | ジェシー・テイラー             | 2R 1:26 ヒールホールド              | Australian FC 2: Lombard vs. Taylor 【Australian FCミドル級王座決定戦】 | 2011年9月3日   |
| ○    | ファラニコ・ヴァイタレ         | 3R 0:54 KO（パンチ）                | Bellator 44                                                             | 2011年6月14日  |
| ○    | ジョー・ドークセン             | 1R 4:13 TKO（ドクターストップ）     | CFC 16 【CFCミドル級タイトルマッチ】                                    | 2011年3月25日  |
| ○    | アレキサンダー・シュレメンコ   | 5分5R終了 判定3-0                   | Bellator 34 【Bellator世界ミドル級タイトルマッチ】                      | 2010年10月28日 |
| ○    | ハーバート・グッドマン         | 1R 0:38 KO（マウントパンチ）        | Bellator 24                                                             | 2010年8月12日  |
| ○    | ジェイ・シウバ                 | 1R 0:06 KO（左フック）              | Bellator 18                                                             | 2010年5月13日  |
| ○    | アート・サントーレ             | 1R 4:23 TKO（ドクターストップ）     | CFC 12: Lombard vs. Santore 【CFCミドル級タイトルマッチ】               | 2010年3月12日  |
| ○    | ジョーイ・ゴルシンスキー       | 5分3R終了 判定3-0                   | G-Force Fights: Bad Blood 3                                             | 2010年2月4日   |
| ○    | カリブ・スターンズ             | 1R 1:55 ギブアップ（パウンド）      | CFC 11 【CFCミドル級タイトルマッチ】                                    | 2009年11月20日 |
| ○    | ジャレッド・ヘス               | 4R 1:41 TKO（ドクターストップ）     | Bellator XII 【ミドル級トーナメント 決勝】                              | 2009年6月19日  |
| ○    | ダミアン・ステリー             | 1R 2:56 TKO（バックマウントパンチ） | Bellator VII 【ミドル級トーナメント 準決勝】                            | 2009年5月29日  |
| ○    | ヴァージル・ロザーノ           | 1R 1:10 KO（パンチ）                | Bellator III 【ミドル級トーナメント 1回戦】                             | 2009年4月17日  |
| ○    | ロン・ヴェルダデロ             | 1R 0:20 TKO（パウンド）             | CFC 7: Battle at the Big Top 【CFCミドル級タイトルマッチ】              | 2009年2月20日  |
| ○    | ブライアン・エバーソール       | 4R 1:56 ギブアップ（パンチ連打）    | Cage Fighting Championships 5 【CFCミドル級タイトルマッチ】             | 2008年9月12日  |
| ○    | ファビアーノ・カポアーニ       | 2R 0:23 TKO（グラウンドの肘打ち）   | Cage Fighting Championships 4 【CFCミドル級タイトルマッチ】             | 2008年5月23日  |
| ○    | トリスタン・ヤンカー           | 1R 3:10 TKO（タオル投入）           | Cage Fighting Championships 3 【CFCミドル級タイトルマッチ】             | 2008年2月15日  |
| ○    | ダミール・ミハイロヴィッチ     | 5分3R終了 判定3-0                   | Serbia vs. Australia                                                    | 2007年12月21日 |
| ○    | ジャン＝フランソワ・レノグ     | 5分3R終了 判定3-0                   | Cage Fighting Championships 2 【CFCミドル級王座決定戦】                 | 2007年11月23日 |
| ○    | 栗栖達也                       | 1R 0:48 TKO（タオル投入）           | X-Agon 2                                                                | 2007年11月2日  |
| △    | カイル・ノーク                 | 5分3R終了 ドロー                    | Cage Fighting Championships 1                                           | 2007年7月28日  |
| ○    | ファビオ・フェルナンデス       | 1R 3:20 KO（パンチ連打）            | Oceania Fighting Championships                                          | 2007年5月19日  |
| ○    | 九十九優作                     | 5分3R終了 判定3-0                   | Warriors Realm 9                                                        | 2007年5月12日  |
| ○    | ジェームス・テフナ             | 1R 3:50 ギブアップ（右肩の負傷）    | Warriors Realm 8                                                        | 2007年3月24日  |
| ○    | 石川英司                       | 1R 0:50 TKO（スタンドパンチ連打）   | DEEP 28 IMPACT                                                          | 2007年2月16日  |
| ×    | ゲガール・ムサシ               | 2R（10分/5分）終了 判定0-3          | PRIDE 武士道 -其の十三- 【ウェルター級グランプリ リザーブマッチ】       | 2006年11月5日  |
| ○    | キム・ジェヨン                 | 1R 1:36 腕ひしぎ十字固め            | Spirit MC 9: Welterweight GP Opening                                    | 2006年10月8日  |
| ○    | マイケル・レイヴェンスクロフト | 5分3R終了 判定3-0                   | Dojo KO: Second Elimination                                             | 2006年7月22日  |
| ×    | 郷野聡寛                       | 2R（10分/5分）終了 判定0-3          | PRIDE 武士道 -其の十一- 【ウェルター級グランプリ 1回戦】                | 2006年6月4日   |
| ○    | マシュー・トア                 | 1R 0:36 腕ひしぎ十字固め            | Ultimate Promotions: Total Termination                                  | 2006年4月1日   |
| ○    | 高瀬大樹                       | 1R 4:40 KO（左フック）              | X-plosion 13                                                            | 2006年3月18日  |
| ○    | デビッド・フレンディン         | 1R 0:52 KO（パンチ連打）            | XFC 10 【XFCライトヘビー級王座決定戦】                                  | 2006年3月3日   |
| ○    | アダム・ボーク                 | 1R 1:44 アンクルホールド            | XFC 9: Lightweight Grand Prix                                           | 2005年11月26日 |
| －   | クリス・ブラウン               | 1R ノーコンテスト（反則）           | Warriors Realm 3                                                        | 2005年3月12日  |
| ○    | マイケル・グルニンダイク       | 5分2R 判定3-0                       | Spartan Reality Fight 11                                                | 2004年9月26日  |

### ベアナックル・ボクシング
- 4戦3勝（2KO）1敗

| 戦           | 日付           | 勝敗 | 時間    | 内容    | 対戦相手             | 国籍           | 備考                                       |
| ------------ | -------------- | ---- | ------- | ------- | -------------------- | -------------- | ------------------------------------------ |
| 4            | 2021年11月12日 | ★    | 2分5R   | 判定0-3 | ロレンゾ・ハント     | アメリカ合衆国 | BKFC 22 【BKFCクルーザー級タイトルマッチ】 |
| 3            | 2021年6月26日  | ☆    | 4R 1:07 | TKO     | ジョー・リッグス     | アメリカ合衆国 | BKFC 18 【BKFCクルーザー級初代王座決定戦】 |
| 2            | 2020年9月11日  | ☆    | 1R 1:50 | TKO     | ケンドール・グローブ | アメリカ合衆国 | BKFC 12                                    |
| 1            | 2020年2月15日  | ☆    | 2分5R   | 判定3-0 | デビッド・マンデル   | アメリカ合衆国 | BKFC 10                                    |
| テンプレート |                |      |         |         |                      |                |                                            |

## 獲得タイトル
- 初代XFCライトヘビー級王座（2006年）
- 初代CFCミドル級王座（2007年）
- Bellatorシーズン1 ミドル級トーナメント 優勝（2009年）
- 初代Bellator世界ミドル級王座（2009年）
- 初代Australian FCミドル級王座（2011年）
- 初代BKFCクルーザー級王座（2021年）

## 表彰
- ブラジリアン柔術 黒帯
- 柔道 黒帯四段